# Comtats d'Anglaterra

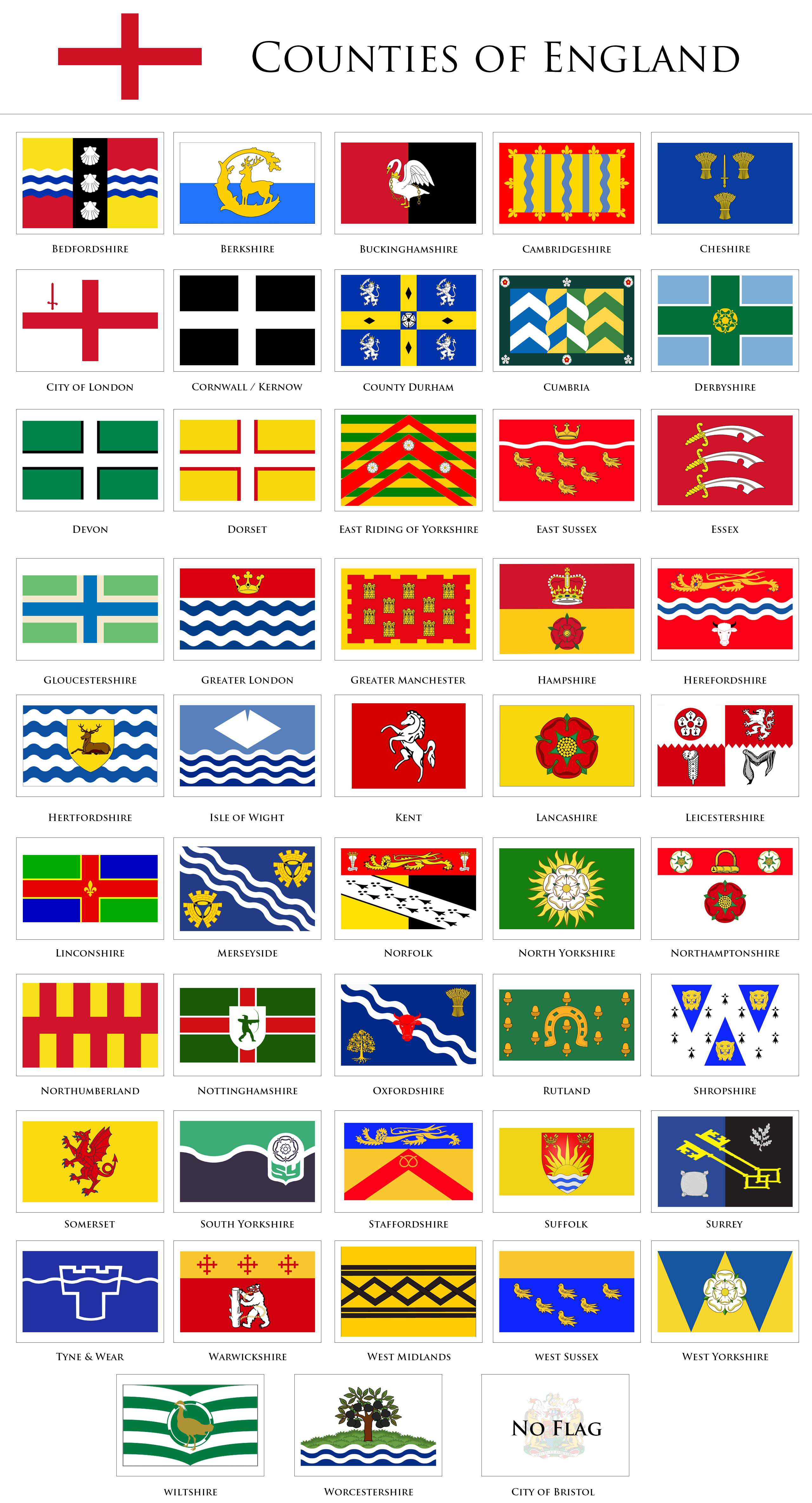
Banderes dels Comtats Cerimonials d'Anglaterra

Els Comtats d'Anglaterra són les regions politicoadministratives en què està dividida Anglaterra. Aquest tipus de divisió té l'origen en el període anglosaxó.
Els comtats històrics d'Anglaterra es van formar majoritàriament durant els primers regnes anglosaxons, entre els segles V i IX, que conformaren finalment el regne d'Anglaterra. Als seus inicis, els comtats tenien la funció de l'administració de justícia, la qual era supervisada per un xèrif. Amb el temps, s'hi van afegir d'altres funcions, com ara la circumscripció electoral o l'organització de milícies, sempre sota l'autoritat d'un xèrif i, posteriorment, amb un Lord Lloctinent (Lord Lieutenant) nomenat pel rei.
Les funcions i els límits geogràfics dels comtats han evolucionat amb el pas del temps. Després de les reformes de 1974, Anglaterra (excepte el Gran Londres i les illes Scilly) es va estructurar administrativament en dos nivells: els consells del comtat i els consells de districte, en què cada comtat era designat com a metropolità o no metropolità. A partir de 1995 se'n van establir noves formes d'organització per als comtats no metropolitans mitjançant la creació d'un districte únic i un consell que exercia les funcions de comtat i districte alhora. Des de 1996 hi ha dos tipus legals de comtat:
- 84 comtats de govern local (metropolitans i no metropolitans)
- 48 comtats cerimonials, vinculats a un lloctinent (també coneguts com a comtats geogràfics)

Els comtats del govern local s'estenen per tot Anglaterra, excepte el Gran Londres i les illes Scilly, que tenen un règim especial. Hi ha sis comtats metropolitans i setanta-vuit no metropolitans. Dels comtats no metropolitans, vint-i-un es regeixen en un acord de dos nivells (consell del comtat i consells de districte), cinquanta-sis estan governats per una autoritat unitària que realitza funcions tant de comtat com de districte, i un (Berkshire) està governat per sis autoritats unitàries, encara que legalment segueix sent un únic comtat. Pel que fa als comptats cerimonials, Anglaterra (incloent-hi el Gran Londres i les illes de Scilly) es divideix en 48 comtats, que s'organitzen com agrupacions d'un o més comtats de govern local.
Els comtats també s'utilitzen sovint amb finalitats no administratives, com ara la cultura, el turisme o l'esport, en què molts clubs i competicions s'organitzen a escala comtal.

## Orígens

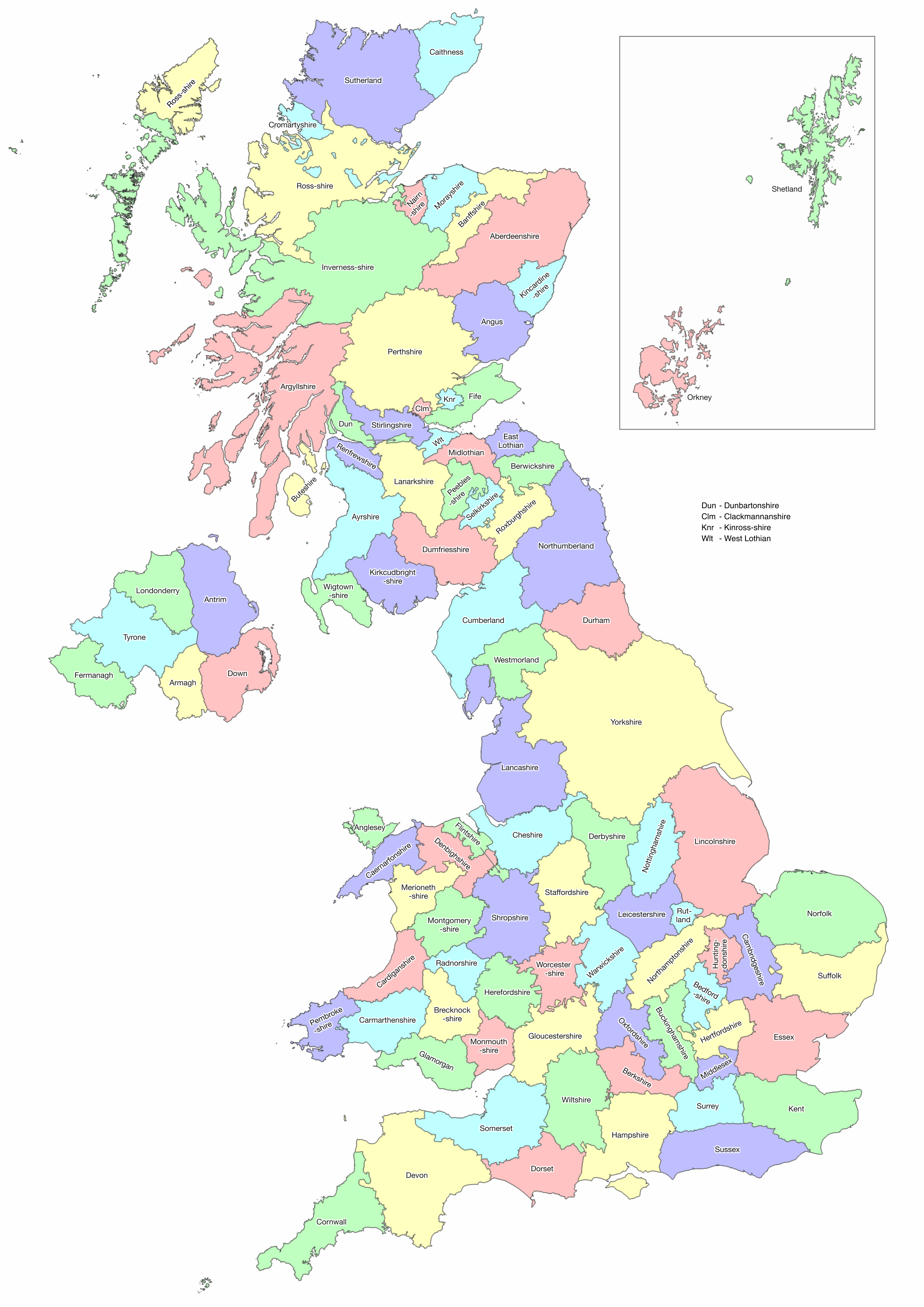
Comtats històrics del Regne Unit

La majoria dels comtats històrics anglesos es van establir entre els segles VII i XI. Els comtats es van utilitzar inicialment per a l'administració de justícia i l'organització de la milícia, tot supervisat per un xèrif. El xèrif era normalment nomenat pel monarca, però en alguns casos, als anomenats comtats palatins, el dret de nomenar xèrifs residia en altres institucions, com ara la noblesa o la clerecia. És el cas, per exemple, del bisbe de Durham per al comtat de Durham, o el comte de Chester per a Cheshire.
Els magistrats d'un comtat es reunien quatre vegades l'any en sessions trimestrals. Per als casos més greus, els jutges visitaven cada comtat per a les anomenades «assizes», una mena de tribunals que es reunien periòdicament. En alguns comtats més grans va sorgir la pràctica de celebrar les sessions trimestrals per a les subdivisions del comtat, com és el cas de  les «Ridings» de Yorkshire, les «Parts» de Lincolnshire i les divisions oriental i occidental de Sussex. Amb els temps, aquests tribunals periòdics van assolir diverses funcions civils, com ara la gestió dels asils, el manteniment de les principals vies i ponts fluvials o la regulació de les cerveseries.
En arribar el parlamentarisme al segle XIII, els comtats formaren part del sistema d'elecció dels membres del parlament. Alguns pobles i ciutats eren districtes parlamentaris i enviaven els seus propis representants, mentre que la resta de comtats esdevingueren circumscripcions electorals, en què els diputats eren coneguts com a cavallers de la comarca (Knights of the Shire).
A partir de l'època Tudor es va nomenar un lloctinent (Lord Liutenant) per supervisar la milícia, assumint algunes de les funcions que abans exercia el xèrif. En aquest període, algunes viles i ciutats grans van esdevenir comtats autònoms, com va passar amb Londres el 1132, amb dret a tenir-ne tribunals i xèrifs propis. També els Ridings de Yorkshire van tenir els seus propis lloctinents a partir de 1660. De vegades, els comtats més petits compartien un xèrif o un tinent.
El paper dels comtats com a circumscripcions electorals va cessar després de la Llei de reforma i la Llei de límits parlamentaris de 1832. Així, la majoria dels comtats es van dividir en circumscripcions més petites, en què el grup de circumscripcions dins de cada comtat es va anomenar "comtat parlamentari".
Els límits dels comtats han estat modificats diverses vegades, per exemple a través d'algunes de les Actes d'Inclusió durant els segles XVIII i XIX. Amb tot, els límits dels comtats eren reconeguts per la tradició i els costums locals, i no va ser fins al segle XIX que es van registrar formalment. De fet, quan l'Ordnance Survey (l'agència britànica de cartografia, fundada el 1735) va començar a produir mapes a gran escala, els límits geogràfics dels comtats van haver d'estudiar-se exhaustivament per poder establir quins eren els corresponents a cada comtat. Aquest procés començà el 1841 i no es va completar fins al 1888.

## Evolució històrica

### Creació de consells comtals

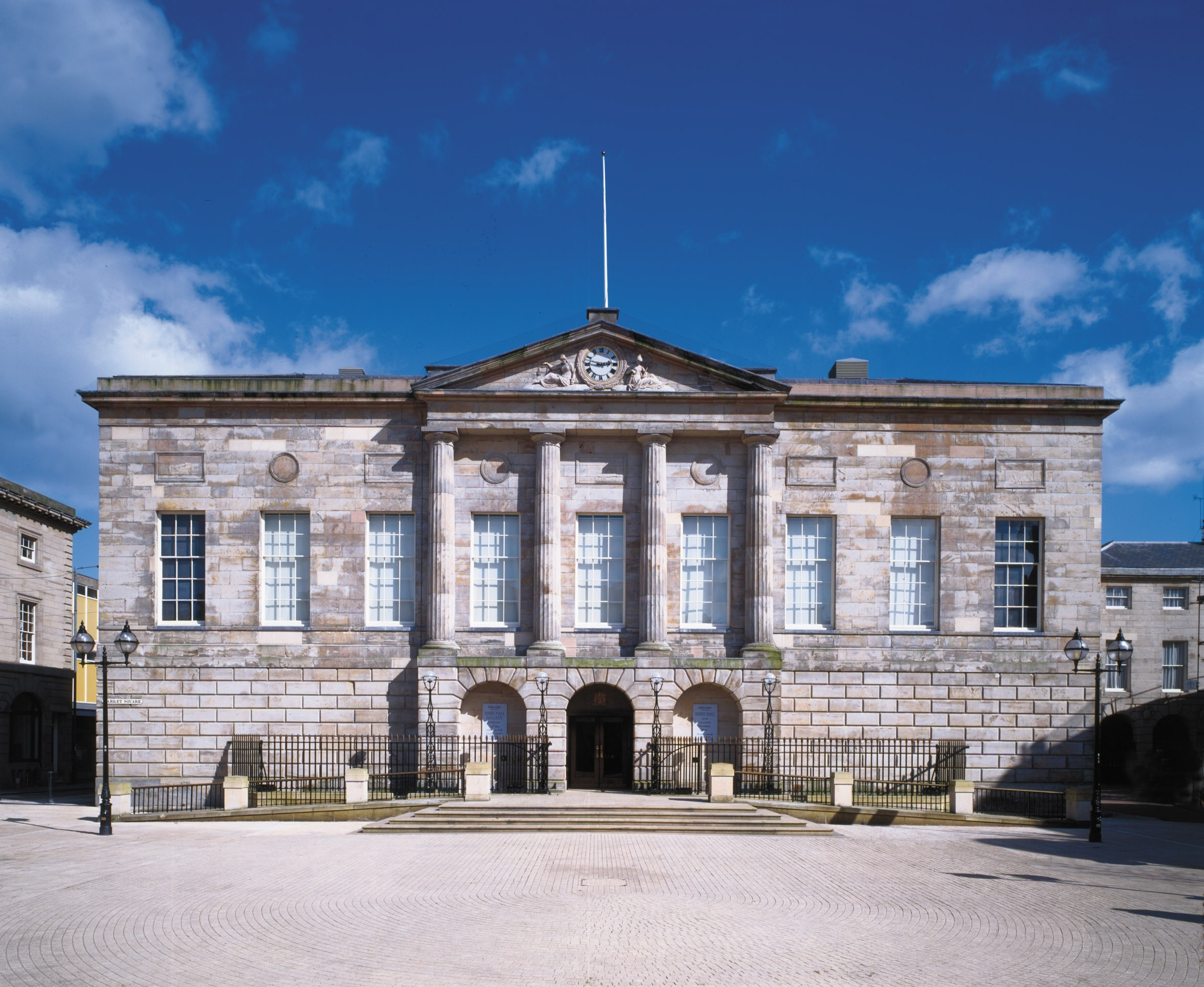
Molts comtats tenien un jutjat central que sovint es convertia en el primer lloc de reunió dels consells creats el 1889, com ara a Shire Hall, Stafford.

A les acaballes del segle XIX, hi va haver una pressió creixent per reformar l'estructura dels comtats anglesos. De fet, algunes àrees urbanes havien crescut fora dels límits històrics del comtat que es generaven conflictes administratius i competencials. La Llei de govern local de 1888 pretenia resoldre aquests problemes amb l'establiment dels consells comtals electes (1889).
Alguns pobles i ciutats, que es consideraven prou grans per administrar-se, van esdevenir districtes de comtat independents dels nous consells comtals. També durant el segle XIX, els districtes sanitaris urbans, que sovint es trobaven a cavall dels límits de diversos comtats, es van assignar definitivament a un únic comtat. En aquesta època també es va crear el comtat de Londres, que cobria l'àrea administrada pel Metropolitan Board of Works des de 1856, incloent-hi la ciutat de Londres i part dels comtats de Middlesex, Surrey i Kent.

L'àrea controlada per un consell de comtat es va anomenar comtat administratiu. La Llei de 1888 també va adequar els límits dels comtats per a altres funcions, com ara les judicials, la regulació dels xèrifs i els tinents, amb l'objectiu de fer coincidir els comtats administratius i els districtes del comtat. Així, Cambridgeshire, Lincolnshire, Northamptonshire, Suffolk i Sussex van conservar un únic xèrif i un tinent cadascun, tot i estar dividits entre diversos comtats administratius. Yorkshire va mantenir un únic xèrif, mentre que cadascuna de les seves circumscripcions va conservar un tinent  i va formar els seus propis comtats administratius.  El 1890 l'illa de Wight esdevingué en un comtat administratiu, si bé va romandre oficialment part del comtat de Hampshire. Les circumscripcions electorals no van ser modificades per la Llei de 1888,cosa que provocà un desajust en algunes àrees entre els comtats parlamentaris i els comtats. Al capdavall, el sistema es revisà el 1918.

Els Comtats històrics d'Anglaterra tal com eren el 1851

Després de 1889, es van produir diversos canvis de límits comtals en aplicació de la Llei de govern local aprovada prèviament, el 1894. Aquesta llei va convertir els districtes sanitaris en districtes rurals i va establir consells parroquials, en què ja no es permetien districtes ni parròquies que sobrepassessin els límits del comtat. Així, el nombre de districtes de comtat va augmentar gradualment, modificant-se els límits cada tant per tal d'adaptar-se a les àrees urbanes que creixien als afores. Finalment, el 1931, es van ajustar els límits entre Gloucestershire, Warwickshire i Worcestershire, en què es van reordenar 26 parròquies repartides entre els tres comtats i altres poblacions no ordenades des de 1844.
Les funcions dels consells comarcals van anar creixent progressivament, incloent-hi competències en educació i en la gestió de serveis socials.

### Principals reformes del segle XX

Comtats metropolitans i no metropolitans establerts el 1974

El 1945 es va crear una Comissió de Límits del Govern Local que va revisar l'estructura del govern local, incloent-hi importants canvis als comtats i als districtes de comtat. La comissió es va dissoldre finalment l'any 1949. El 1957 es va establir una Comissió Reial de Govern Local per al Gran Londres i, el 1958, una Comissió de Govern Local per a la resta d'Anglaterra, amb l'objectiu de recomanar una nova estructura organitzativa dels governs locals. Els principals resultats del treball de les comissions es van fer públics el 1965. Al capdavall, el comtat de Londres va ser substituït per l'àrea administrativa del  Gran Londres, que incloïa la major part de Middlesex i àrees que abans formaven part de Surrey, Kent, Essex i Hertfordshire. Huntingdonshire es va fusionar amb el Soke de Peterborough per formar Huntingdon i Peterborough, i el comtat administratiu original de Cambridgeshire es va fusionar amb l'illa d'Ely.
El 1966 es va crear una altra Comissió Reial de Govern Local que va cloure amb la publicació de l'Informe Redcliffe-Maud de 1969. Aquest informe recomanà una nova redistribució de les àrees de govern local angleses. La principal proposta va ser la substitució dels comtats i districtes existents, fent que la majoria de les funcions de govern local fos exercida per una «autoritat única». No obstant això, després de les eleccions generals de 1970, l'administració entrant del conservador Edward Heath va oblidar-se de les recomanacions de l'informe Redcliffe-Maud, atès que els conservadors n'havien fet campanya en contra.
Al capdavall, el nou govern d'Edward Heath elaborà la Llei de govern local de 1972, que reorganitzà el govern local amb una estructura de dos nivells de comtats i districtes a tota Anglaterra (excepte per a les illes de Scilly i el Gran Londres, que va mantenir l'estructura del Greater London Council i dels districtes de Londres de 1965). El govern conservador també va reformar les funcions judicials que havien estat organitzades per comtats geogràfics. Així, la Llei de tribunals de 1971 va abolir les sessions trimestrals i les tradicionals assizes. Els xèrifs i els tinents van continuar existint, però van perdre poder, esdevenint amb els temps figures cerimonials. Si bé els comtats administratius i els districtes de comtat es van abolir el 1974, els comtats històrics no van ser abolits explícitament per la Llei de 1972, tot i que van quedar sense funcions administratives.
L'any 1974, en aplicació de la Llei de govern local de 1972, s'establí la diferenciació entre comtats metropolitans i no metropolitans. Dels  quaranta-cinc comtats d'Anglaterra, sis van ser classificats com a comtats metropolitans: Gran Manchester, Merseyside, South Yorkshire, Tyne and Wear, West Midlands i West Yorkshire. Els altres 39 comtats van ser classificats com a comtats no metropolitans.
La majoria dels comtats no metropolitans conservaven els noms dels comtats històrics i es definien en referència als comtats administratius i geogràfics que els precedien, conservant bàsicament els mateixos límits. Malgrat que el govern Heath havia rebutjat les propostes més radicals de l'informe Radcliffe-Maud, va acabar acceptant-ne alguns canvis, tot argumentant que eren necessaris d'acord amb un criteri econòmic i funcional. Per exemple, la part nord-oest de Berkshire va passar a Oxfordshire, perquè estava millor comunicada amb Oxford que amb Reading, la principal ciutat de Berkshire. Altrament, l'aeroport de Gatwick va passar del comtat del Surrey a West Sussex perquè pogués estar al mateix comtat que Crawley, la principal ciutat adjacent.
Quatre dels comtats no metropolitans establerts el 1974 van rebre noms que no s'havien utilitzat anteriorment per als comtats: Avon, Cleveland, Cúmbria i Humberside. Un altre canvi va ser una fusió de dos antics comtats: Hereford i Worcester. D'altra banda, els comtats de Cumberland, Rutland, Westmorland i Huntingdon-Peterborough es van considerar massa petits per funcionar com a comtats separats. Així, Cumberland i Westmorland es van incorporar a Cúmbria, i  Huntingdon i Peterborough es van convertir en districtes de Cambridgeshire. Per la seva part, Rutland esdevingué un districte de Leicestershire.

### Darrers canvis
El 1986, els consells comarcals metropolitans van ser suprimits juntament amb el Greater London Council. Els comtats metropolitans i el Gran Londres van continuar existint legalment com a àrees geogràfiques i van conservar els seus xèrifs i lloctinents, malgrat la pèrdua dels seus consells de nivell superior. Els municipis metropolitans (boroughs) de nivell inferior i altres municipis de Londres van assumir les funcions dels consells abolits, com ara els serveis d'emergència, protecció civil i transport públic que s'executaren a través de comitès mixts.
La reforma dels anys 1990 va permetre la creació de comtats no metropolitans que contenien un únic districte, en què un consell assolia les funcions tant de comtat com de districte (conegudes com  a «autoritats unitàries»). La primera va ser l'Illa de Wight, on els dos districtes van ser abolits i el consell del comtat va assumir-ne les funcions el 1995.
El 1996, els comtats d'Avon, Cleveland i Humberside van suprimits. Tots tres es van dividir en autoritats unitàries, cadascuna de les quals esdevingué un nou comtat no metropolità i un districte que cobria la mateixa àrea, amb el consell de districte també exercint funcions de comtat. Entre 1996 i 1998 es van crear diverses autoritats unitàries conformades per pobles i ciutats més grans. Tot i que aquestes autoritats unitàries són comtats no metropolitans, poques vegades són reconeguts així per la ciutadania fora de l'àmbit legal. Els comtats anteriors a 1974 de Rutland, Herefordshire i Worcestershire també van recuperar la seva independència. Així, Rutland i Herefordshire es van convertir en autoritats unitàries el 1997 i 1998, respectivament. Per la seva part, Worcestershire va ser restablert com un comtat de dos nivells. El Consell del Comtat de Berkshire va ser abolit el 1998 i els sis districtes del comtat es van convertir en autoritats unitàries. Amb tot, el comtat no metropolità de Berkshire no va ser abolit. Les sis autoritats unitàries de Berkshire són les úniques que no són també comtats no metropolitans.

## Els comtats en l'actualitat

Comtats metropolitans i no metropolitans d'Anglaterra (a partir del 2023)

Amb les reformes de 2009, i també amb les realitzades entre 2019 i 2023, es van crear més autoritats unitàries dins dels comtats no metropolitans. Des de 2023, Anglaterra (excloent-hi el Gran Londres i les illes Scilly) es divideix en 84 comtats metropolitans i no metropolitans amb govern local. Els 48 comtats cerimonials no han canviat des de 1998.
A continuació es classifiquen els comtats actuals segons la seva forma administrativa i s'indica el número corresponent al mapa adjunt.

### Comtats metropolitans
Des de 1986 no hi ha consells comarcals. Els comtats es regeixen a través dels ajuntaments metropolitans i algunes comissions mixtes. A hores d'ara, la majoria formen part d'una autoritat combinada.
- Gran Manchester (27)
- Merseyside (28)
- South Yorkshire (24)
- Tyne and Wear (2)
- West Midlands (37)
- West Yorkshire (9)

### Comtats no metropolitans
Dos nivells
Consell de comtat de nivell superior i consells de districte múltiples de nivell inferior:
- Cambridgeshire (45)
- Derbyshire (25)
- Devon (81)
- East Sussex (70)
- Essex (48)
- Gloucestershire (58)
- Hampshire (74)
- Hertfordshire (51)
- Kent (69)
- Lancashire (6)
- Leicestershire (39)
- Lincolnshire (21)
- Norfolk (46)
- Nottinghamshire (22)
- Oxfordshire (57)
- Staffordshire (35)
- Suffolk (47)
- Surrey (73)
- Warwickshire (38)
- West Sussex (72)
- Worcestershire (59)

Un nivell
Consell Comarcal que actua com a autoritat unitària:
- Cornualla (84)
- Durham (3)
- Illa de Wight (77)
- North Yorkshire (10)
- Northumberland (1)
- Shropshire (33)
- Somerset (80)
- Wiltshire (65)

### Consells de districte que actuen com a autoritat unitària
- Bath and North East Somerset (64)
- Bedford (52)
- Blackburn with Darwen (8)
- Blackpool (7)
- Bournemouth, Christchurch and Poole (79)
- Brighton and Hove (71)
- Bristol (62)
- Buckinghamshire (56)
- Central Bedfordshire (53)
- Cheshire East (32)
- Cheshire West and Chester (31)
- Cumberland (5)
- Darlington (11)
- Derby (26)
- Dorset (78)
- East Riding of Yorkshire (17)
- Halton (29)
- Hartlepool (14)
- Herefordshire (60)
- Kingston upon Hull (18)
- Leicester (40)
- Luton (54)
- Medway (68)
- Middlesbrough (13)
- Milton Keynes (55)
- North East Lincolnshire (20)
- North Lincolnshire (19)
- North Northamptonshire (43)
- North Somerset (63)
- Nottingham (23)
- Peterborough (44)
- Plymouth (83)
- Portsmouth (76)
- Redcar and Cleveland (15)
- Rutland (41)
- South Gloucestershire (61)
- Southampton (75)
- Southend-on-Sea (49)
- Stockton-on-Tees (12)
- Stoke-on-Trent (36)
- Swindon (66)
- Telford and Wrekin (34)
- Thurrock (50)
- Torbay (82)
- Warrington (30)
- West Northamptonshire (42)
- Westmorland and Furness (4)
- York (16)

### Districtes múltiples que actuen com a autoritats unitàries
- Berkshire (67). Els districtes unitaris són Bracknell Forest, Reading, Slough, West Berkshire, Windsor i Maidenhead i Wokingham.

### Excepcions
El Gran Londres i les illes Scilly no formen part de cap comtat als efectes de la legislació del govern local.
- El Gran Londres, creat per la Llei del Govern de Londres de 1963, és una àrea administrativa sui generis. Està format per la ciutat de Londres i 32 districtes. Des de l'any 2000, el Gran Londres té una assemblea i un alcalde electes responsables del govern local. Tot i que no és un comtat pel que fa a la legislació del govern local, es considera que el Gran Londres comprèn dos comtats: la City de Londres (cobrint la "milla quadrada" al centre de la conurbació) i el comtat del Gran Londres que cobreix la resta de la zona.[31]
- El Consell de les Illes Scilly es va formar el 1890 com a consell de districte sui generis. El 1930 va obtenir els "poders, deures i responsabilitats" d'un consell de comtat.[32] Amb tot, algunes funcions i competències, com ara salut i economia són compartides amb el Consell de Cornualla, atès que, històricament, les illes formen part del comtat cerimonial de Cornualla.